# استاکتن (آلاباما)
استاکتن (به انگلیسی: Stockton) یک منطقهٔ مسکونی در ایالات متحده آمریکا است که در شهرستان بالدوین، آلاباما واقع شده‌است. استاکتن ۲۴٫۹۴ کیلومتر مربع مساحت و ۲٬۰۴۶ نفر جمعیت دارد.